# العلاقات الأردنية النيوزيلندية
العلاقات الأردنية النيوزيلندية هي العلاقات الثنائية التي تجمع بين الأردن ونيوزيلندا.

## مقارنة بين البلدين
هذه مقارنة عامة ومرجعية للدولتين:
| وجه المقارنة                                              | الأردن                   | نيوزيلندا                                              |
| --------------------------------------------------------- | ------------------------ | ------------------------------------------------------ |
| المساحة (كم2)                                             | 89.34 ألف                | 268.02 ألف                                             |
| عدد السكان (نسمة)                                         | 9.81 مليون               | 4.24 مليون                                             |
| الكثافة السكانية (ن./كم²)                                 | 109.81                   | 15.82                                                  |
| العاصمة                                                   | عمان                     | ويلينغتون، أوكلاند                                     |
| اللغة الرسمية                                             | اللغة العربية            | لغة إنجليزية، اللغة الماورية، لغة الإشارة النيوزيلندية |
| العملة                                                    | دينار أردني              | دولار نيوزيلندي، الجنيه النيوزيلندي                    |
| الناتج المحلي الإجمالي (بليون دولار)                      | 40.07 مليار              | 205.85 مليار                                           |
| الناتج المحلي الإجمالي (تعادل القوة الشرائية) بليون دولار | 82.80 مليار              |                                                        |
| الناتج المحلي الإجمالي الاسمي للفرد دولار أمريكي          | 4.94 ألف                 |                                                        |
| الناتج المحلي الإجمالي للفرد دولار أمريكي                 | 12.05 ألف                |                                                        |
| مؤشر التنمية البشرية                                      | 0.748                    | 0.914                                                  |
| رمز المكالمات الدولي                                      | +962                     | +64                                                    |
| رمز الإنترنت                                              | .jo                      | .nz                                                    |
| المنطقة الزمنية                                           | ت ع م+02:00، ت ع م+03:00 | ت ع م+13:00، ت ع م+12:00                               |

## منظمات دولية مشتركة
يشترك البلدان في عضوية مجموعة من المنظمات الدولية، منها:
| علم المنظمة | اسم المنظمة                               | تاريخ انضمام الأردن | تاريخ انضمام نيوزيلندا |
| ----------- | ----------------------------------------- | ------------------- | ---------------------- |
|             | مؤسسة التنمية الدولية                     | 4 أكتوبر 1960       | 1 أكتوبر 1974          |
|             | يونسكو                                    | 14 يونيو 1950       | 4 نوفمبر 1946          |
|             | وكالة ضمان الاستثمار متعدد الأطراف        | 12 أبريل 1988       | 22 أبريل 2008          |
|             | الأمم المتحدة                             | 14 ديسمبر 1955      | 24 أكتوبر 1945         |
|             | الاتحاد البريدي العالمي                   | ?                   | ?                      |
|             | البنك الدولي للإنشاء والتعمير             | 29 أغسطس 1952       | 31 أغسطس 1961          |
|             | الاتحاد الدولي للاتصالات                  | 20 مايو 1947        | 3 يونيو 1878           |
|             | منظمة حظر الأسلحة الكيميائية              | ?                   | ?                      |
|             | مؤسسة التمويل الدولية                     | 20 يوليو 1956       | 31 أغسطس 1961          |
|             | المركز الدولي لتسوية المنازعات الاستشارية | 29 نوفمبر 1972      | 2 مايو 1980            |
|             | منظمة التجارة العالمية                    | ?                   | ?                      |
|             | منظمة الشرطة الجنائية الدولية             | ?                   | ?                      |

## وصلات خارجية
- موقع وزارة الخارجية الأردنية
- موقع وزارة الخارجية النيوزيلندية